# 路知行
路知行（1983年11月15日—），中国大陆男性配音演员。

## 简介
路知行的网名叫路知知。2008年毕业于北京大学新闻传播学院广告专业。
大学毕业后在北京电视台担任出镜记者，配音员。
因喜爱创作，动画以及配音，于2007年离开北京电视台，开始从事影视剧，动画，栏目，专题片，等各种题材的配音以及后期音频制作，动画制作等工作。同时致力于原创动画的创作，以及文化产品的交流活动。其为诸多影视剧中的人物完成后期配音并塑造了诸多动画人物的声音形象。

## 参与制作的作品
中文教育系列片《千字文》中英文配音，后期导演
卡酷动画卫视原创栏目版块《经典笑配》制片人
卡酷动画卫视原创漫画版块《每日一漫》配音导演，后期制作人。
原创动画片《时空板爷》，《千山传奇》参与策划，动画制作，后期导演
《宝瑞茶社》配音导演
动画版《乌龙院》配音导演
《查干湖的小精灵》配音导演
广播节目《超级逗翻天》主持人
2012年欧洲杯豪门盛宴为吉祥物担任配音导演

## 主要配音作品

### 译制片
2013年
- 《怪兽大学》怪兽公司2 为蓝道和喳喳配音

- 《环太平洋》为查克配音

- 《超人：钢铁之躯》

- 《野兽男孩》为凯尔金森配音

- 《宝贝神探》为史密斯配音

- 《挖井人的女儿》

- 《狼》

- 《牛仔裤的夏天》

- 《瑜伽熊》

- 《小红帽》

- 《佛陀》

- 《举起金刚》

- 《圣诞老人》

- 《木乃伊3》

2012年
- 《布偶历险记》为沃特、猪小姐配音

- 《少年派的奇幻漂流》为派配音 苏拉·沙玛 饰[7]

- 《三个火枪手》为达达里昂配音罗根·勒曼饰

- 《末代独裁》为尼古拉斯配音

- 《战马》

- 《叛谍追击》

- 《宝贝和我》为俊秀配音 张根硕 饰

- 《初恋这件小事》为阿亮配音 马里奥·毛瑞尔 饰

- 《雨中的请求》

- 《秒速5厘米》动画片 为远野贵树 配音

2011年
- 《傻爱成真》

- 《替身情人》

- 《黑山伯爵》

- 《追梦小海豚》

- 《凯尔斯的秘密》

- 《爱很复杂》

2010年
- 《人生断点》为犹他配音 基努里维斯饰

- 《金钱列车》

- 《气泡男孩》

- 《哈德森神鹰》

- 《街头霸王》

- 《自由飞奔》为幸运配音

- 《撒哈拉沙漠阻击战》

- 《生死黑金》

### 动画片
- 《锦绣神州之奇游迹》为磐正配音

- 《终极蜘蛛侠》迪斯尼发行的最新蜘蛛侠系列动画片 为 彼得·帕克 配音

- 《飞越五千年》

- 《乐高气功传奇》为无敌狮配音

- 《小狐狸发明记》为无影兔，长老配音

- 《查干湖小精灵》为咔嚓配音

- 《时空板爷》为丁大拿丁全拿配音

- 《武行者》为卡卡配音

- 《少年阿凡提》

- 《SD敢达三国传》为孙策，孔明配音

- 《模型战士敢达模型大师》为伊里晴配音

- 《三毛奇遇记》

- 《淮南子传奇》鸡鸣配音

- 《十二生肖的故事》

- 《奇幻龙宝》

- 《蚂蚁公主》

- 《神奇的优悠》

- 《我与拉拉》动画电影 为拉拉配音

- 《千山传奇》

- 《魔方世界》

- 《廚神小當家》朱七

### 电视剧
2020年
- 《漂亮书生》為雨乐暄配音

2019年
- 《陳情令》為魏無羨配音

2015年
- 《琅琊榜》為言豫津配音

2013年
- 《十月围城》为王阿四，李重光配音 演员钟汉良饰演[8]

- 《喋血女人花》为麦克配音 演员 刘恺威 饰演

- 《江南四大才子 （页面存档备份，存于）》为唐伯虎配音 刘恺威饰

- 《新燕子李三》为谭家麟配音

- 《汉阳造》为夏行配音

- 《遍地狼烟2》

- 《领袖》

- 《寻路》

- 《刘海戏金蟾》

- 《屠狼刀》

- 《土地公土地婆》

- 《闺中密友》

- 泰剧《爱神之箭》

2012年
- 《小两口》为刘栋配音

- 《爱上狮子座》为李昂配音 朴海镇 饰

- 《穷追不舍》为吴仁甫配音

- 《西山剿匪》为叶彪配音

- 《花灯满城》为飞浦配音

- 《风花雪月》为楚文配音

- 《风云岁月》为博古配音

- 《鸳鸯佩》为沈其峻配音黄少祺饰

- 《南少林荡倭英豪》为林展浩配音（张晋饰）

- 《唐朝浪漫英雄》为李天昊配音沈建宏饰

- 《我的妈妈是天使》为周平成配音

- 《上兵伐谋》

- 《东北往事》

- 《大舜》为奚仲配音

- 《长沙保卫战》

- 《战地狮吼》

- 《妈妈圈的流言蜚语》为杨远航配音 张明建 饰

- 泰剧《路边新娘》

2011年
- 《另一种灿烂生活》同时为刘达明（朴海镇饰）关渔（韩承羽饰）配音

- 《偏偏爱上你》为陆晓帆配音(宫正楠饰)

- 《日出东山》为萧洋配音（陈晓饰）

- 《神枪》

- 《穷孩子富孩子》

- 泰剧《嫉妒的密码》

- 《王者清风》为高庆喜配音

- 《爱情睡醒了》

- 《雪狼谷》

2010年
- 《借问英雄何处》为 何必来 配音

- 《西施秘史》

- 《七种武器之孔雀翎》

- 《荣河镇的男人们》

### 廣播劇
- 《暗河》饰演肖望
- 《我愿意》北京故事广播
- 《魔道祖師》魏無羨
- 《星辰变》饰秦羽
- 《你师父我人傻钱多》饰季小礼（ID：老师立正敬礼）
- 《北平夜行记》莫少白
- 《铜钱龛世》饰薛閑
- 《全球高考》饰游惑（考官A）
- 《普通市民歷險記》飾普通市民
- 《我喜歡你的信息素》段嘉衍
- 《惡性依賴》陳韻城
- 《粉黛》程平
- 《有匪》謝允

### 宣传片配音
- 摇乐摇电视广告配音

- 蒙牛未来星电视广告配音

- 伊利怪物大学广告配音

### 游戏配音
- 《奇幻编年史》

- 《仙剑奇侠传5》

- 《龙门》

### 手機游戏
- 《食物語》- 三鮮脫骨魚
- 《絕對演繹》- 程廷羽

### 国产电影配音
- 《终极大冒险》国产动画电影 为糯米配音

- 《不爱不散》为苏永康配音

- 《金面具》为杨树林配音

- 《21岁派对》为张杰配音

- 《林中小屋》为健明配音

- 《顺风车》为大奔哥配音

- 《大海啸鲨口逃生》

- 《影子爱人》

- 《父子神探》系列数字电影为主演马跃配音

- 《夏日恋神马》为方力申配音

- 《鸿门宴传奇》

- 《龙门飞甲》